# Čtyři modernizace
Čtyři modernizace (čínsky pchin-jinem sì gè xiàn dài huà, znaky 四个现代化) byl program reforem čínského hospodářství, zavedených Teng Siao-pchingem.
O „čtyřech modernizacích“, to jest modernizaci země ve čtyřech oblastech – moderním zemědělství, průmyslu, vědě a technice a národní obraně – mluvil Čou En-laj už na zasedáních nově zvoleného parlamentu (Všečínského shromáždění lidových zástupců) v prosinci 1964 a znovu v lednu 1975. Po smrti Čou En-laje a Mao Ce-tunga získal ve druhé polovině roku 1978 kontrolu nad Komunistickou stranou Číny Teng Siao-pching. V prosinci 1978 Teng Siao-pching vyhlásil čtyři modernizace za cíl politiky KS Číny a formálně tak zahájil reformní proces.
V důsledku čtyř modernizací se měla Čínská lidová republika na počátku 21. století změnit v hospodářskou velmoc. Důležitou složkou čtyř modernizací byl důraz na hospodářskou soběstačnost. Otevřením domácího trhu měl být zvýšen objem zahraničních investic, provedena modernizace výrobní základny nákupem strojů z Japonska a ze Západu a získán přístup k moderním výrobním postupům.
Čou En-laj roku 1964 mluvil o potřebě moderního zemědělství, moderního průmyslu, moderní vědy a techniky a moderní národní obraně. Poté byly zmíněné čtyři oblasti modernizace vždy uváděny ve stejném pořadí až do roku 1981, kdy komunistická strana, státní úřady i média posunuly průmysl na první místo. Od té doby, opět důsledně a bez výjimek, mluví čínští představitelé o modernizaci průmyslu, zemědělství, vědy a techniky a národní obrany.